# Ruzena Herlinger
Ruzena Herlinger tschechisch Růžena Herlingerová (geboren als Rose Schwartz 8. Februar 1893 in Tabor, Österreich-Ungarn; gestorben 19. Februar 1978 in Montreal, Kanada) war eine tschechoslowakisch-kanadische Konzertsängerin  für Sopran und eine Gesangslehrerin. 

## Leben

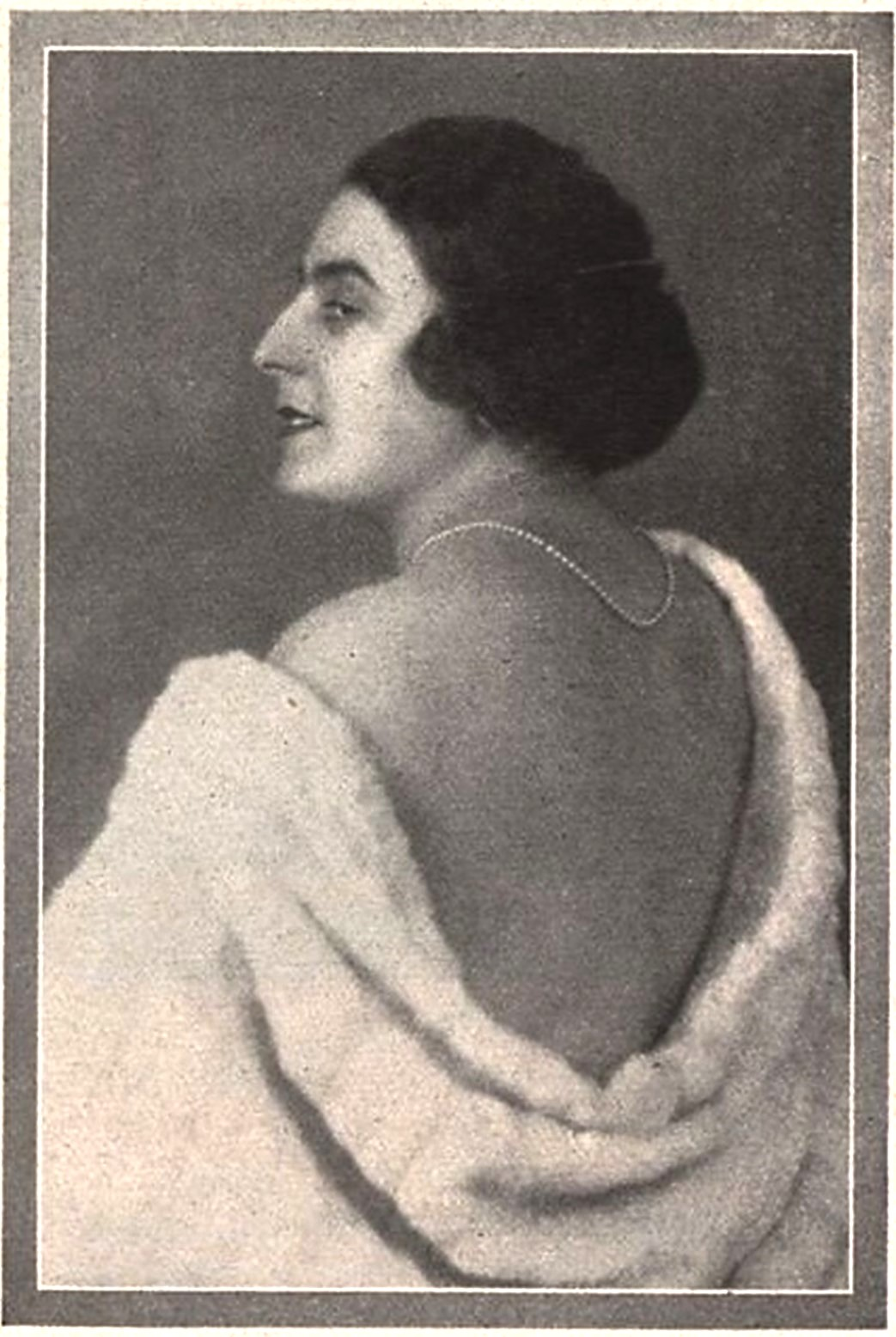
Růžena Herlingerová in Zeitschrift für Frisierkunst und Mode, Wien 8. April 1925

Rose Schwartz erhielt ihre musikalische Grundbildung in Tabor. Zum Gesangsstudium ging sie zunächst nach Wien und dann nach Berlin. Sie kam Anfang der 1920er Jahre in Wien in Kontakt mit dem Kreis um Arnold Schönberg und wurde Mitglied der 1922 in Salzburg gegründeten International Society for Contemporary Music ISCM. Sie übte sich in der Interpretation der Gesangswerke Neuer Musik. Sie sang 1928 mit Alban Berg als Klavierbegleiter dessen Sieben frühe Lieder in Paris und beauftragte ihn mit der Komposition der Konzertarie Der Wein, die sie in der Uraufführung unter Hermann Scherchen am 4. Juni 1930 in Königsberg in Preußen sang und 1932 in Wien unter Anton Webern. Sie trat regelmäßig in Wien auf, wo sie bei einem Liederabend mit französischen Lied-Kompositionen von Maurice Ravel am Klavier begleitet wurde. Neben zeitgenössischen Werken trug sie auch Lieder der musikalischen Romantik vor, besonders Lieder von Franz Schubert und Johannes Brahms. 1924, 1927 und 1928 trat sie in Paris, 1925 bis 1928 in Berlin, 1928 in London auf und 1933 in Amsterdam, Genf, Venedig und New York. Das enge Verhältnis zu Berg zeigt sich auch in zwei überlieferten Briefen Bergs an sie.
Am 29. Juni 1938 nahm Herlinger mit drei Darbietungen teil an einer Sendung von Radio Paris über böhmische Lieder, La poésie populaire morave en chansons, darunter Stücke von Leoš Janáček. Nach der deutschen Zerschlagung der Tschechoslowakei 1939 emigrierte sie mit seiner Tochter nach Großbritannien, wo sie später auch Konzerte vor alliierten Soldaten gab. 1946 kehrte sie in die Tschechoslowakei zurück. Sie wurde dort Musikreferentin beim staatlichen Rundfunk Československý rozhlas und die Leiterin des Rundfunkchors. 
1949 emigrierte sie nach Kanada und erhielt 1954 die kanadische Staatsbürgerschaft. Hier arbeitete sie als Gesangspädagogin und unterrichtete ab 1957 am "Conservatoire de musique de Montréal" und von 1963 bis 1970 an der "Schulich School of Music", der Fakultät für Musik der McGill University. Zu ihren dortigen Schülern gehörten Josèphe Colle, Claude Corbeil, Claire Gagnier, Joseph Rouleau, Huguette Tourangeau und André Turp.